# 龙华烈士陵园
31°10′39″N 121°26′41″E / 31.1775°N 121.4447°E

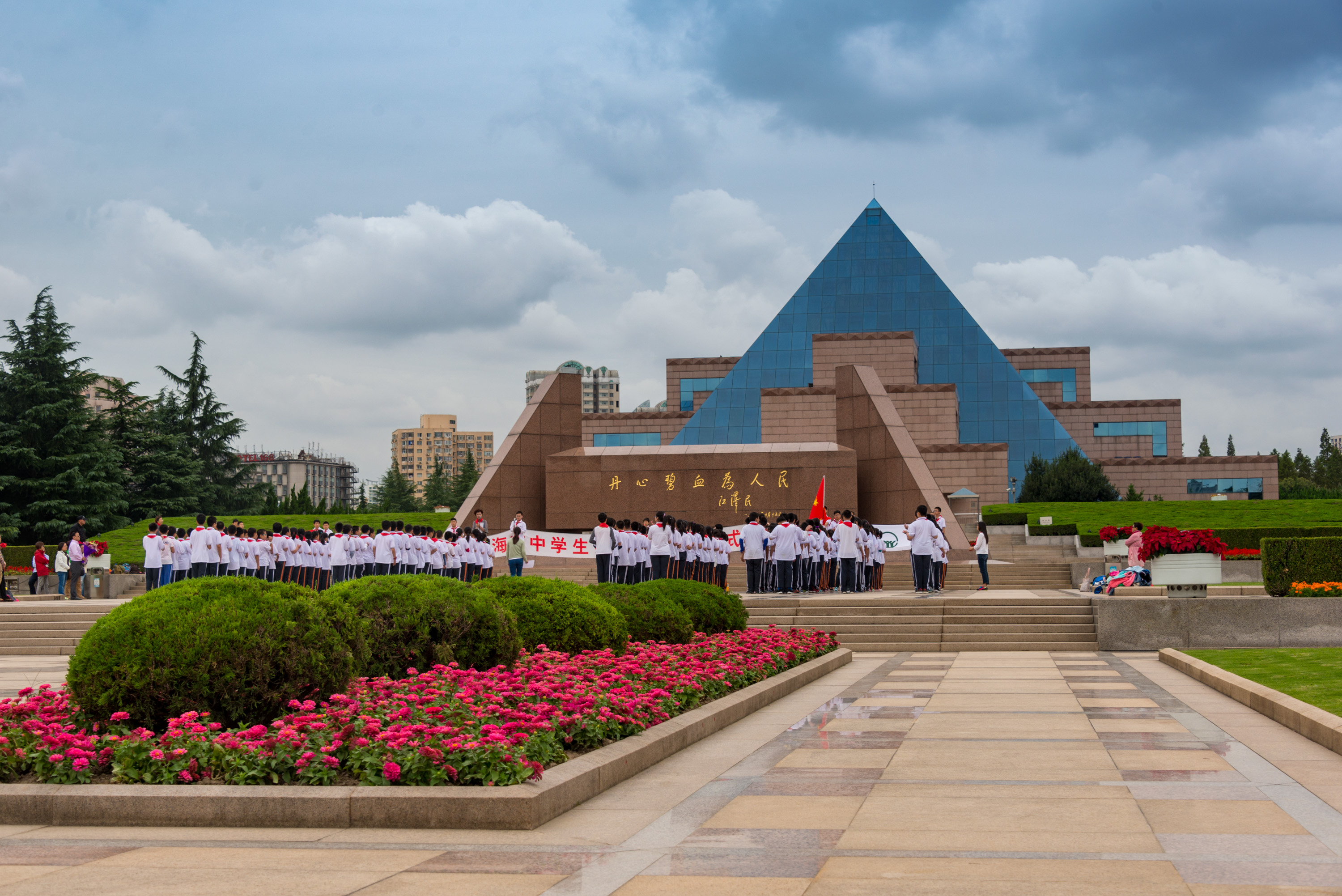
龙华革命烈士陵园

龙华烈士陵园，位于中華人民共和國上海市徐汇区龙华西路180号，其东北角的龙华革命烈士纪念地是全国重点文物保护单位之一。

## 简介

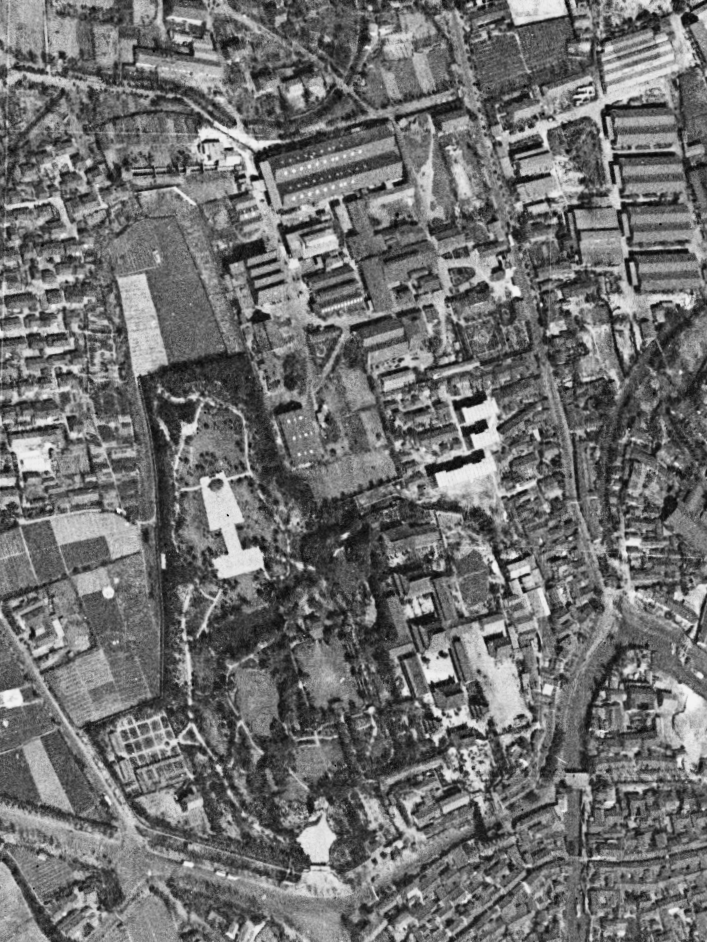
龙华公墓和龙华监狱卫星图（1966年）

其原系清同治年间江南机器制造局的黑药厂。1916年1月7日，淞沪护军使署搬遷至龍華。2月，此地成為淞沪护军使署军法课陆军监狱拘留所。1928年初，淞滬警備司令部在拘留所附近的淞沪护军使署舊址成立，並將拘留所改為龙华看守所。淞沪警备司令部（上海警备司令部）在龙华看守所拘捕并处决中国共产党员和親共人士。1937年上海被日本佔領後，此地的淞沪警备司令部也随即撤销。
1965年，上海市民政局将龙华公墓改建为上海烈士陵园，但不久建园工程因文化大革命而中断。1978年，上海烈士陵园建成开放。1981年，上海烈士陵园开辟纪念地，树立“龙华革命烈士就义地”碑。碑两侧为画廊，陈列图照和生平介绍。1983年12月，赵世炎夫人夏之栩建议在龙华建造烈士陵园。1985年2月，上海市成立龙华烈士陵园籌建領導小組，並立“革命烈士就义地”石碑。1988年，中华人民共和国国务院公布为全国重点文物保护单位。1989年，龙华烈士陵园(筹)成立。1990年10月，龙华烈士陵园第一期工程于动工，1991年4月,龙华烈士陵园(筹)与龙华公园合并。1991年7月1日，龙华烈士陵园第一期建成开放。
1994年5月（一說1993年10月），上海烈士陵园與龙华烈士陵园与合并，龙华烈士陵园改名为上海市龙华烈士陵园。1995年7月，擴建後的陵园建成对外开放。1997年5月28日，龙华烈士纪念馆揭幕。纪念地包括淞沪警备司令部部分遗址、男女看守所（龙华监狱）、刑场等处所。

## 烈士名录

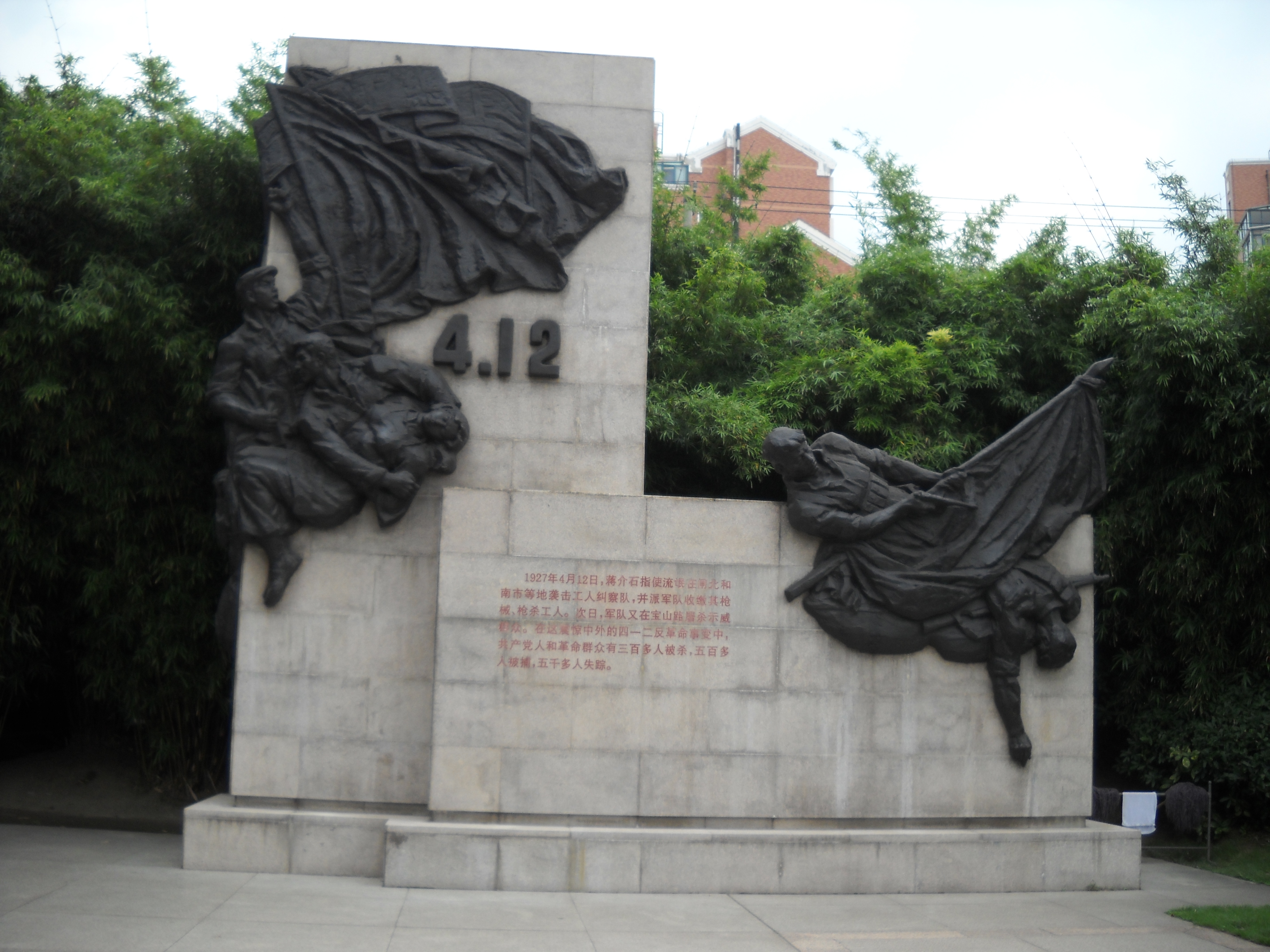
四·一二事件纪念碑

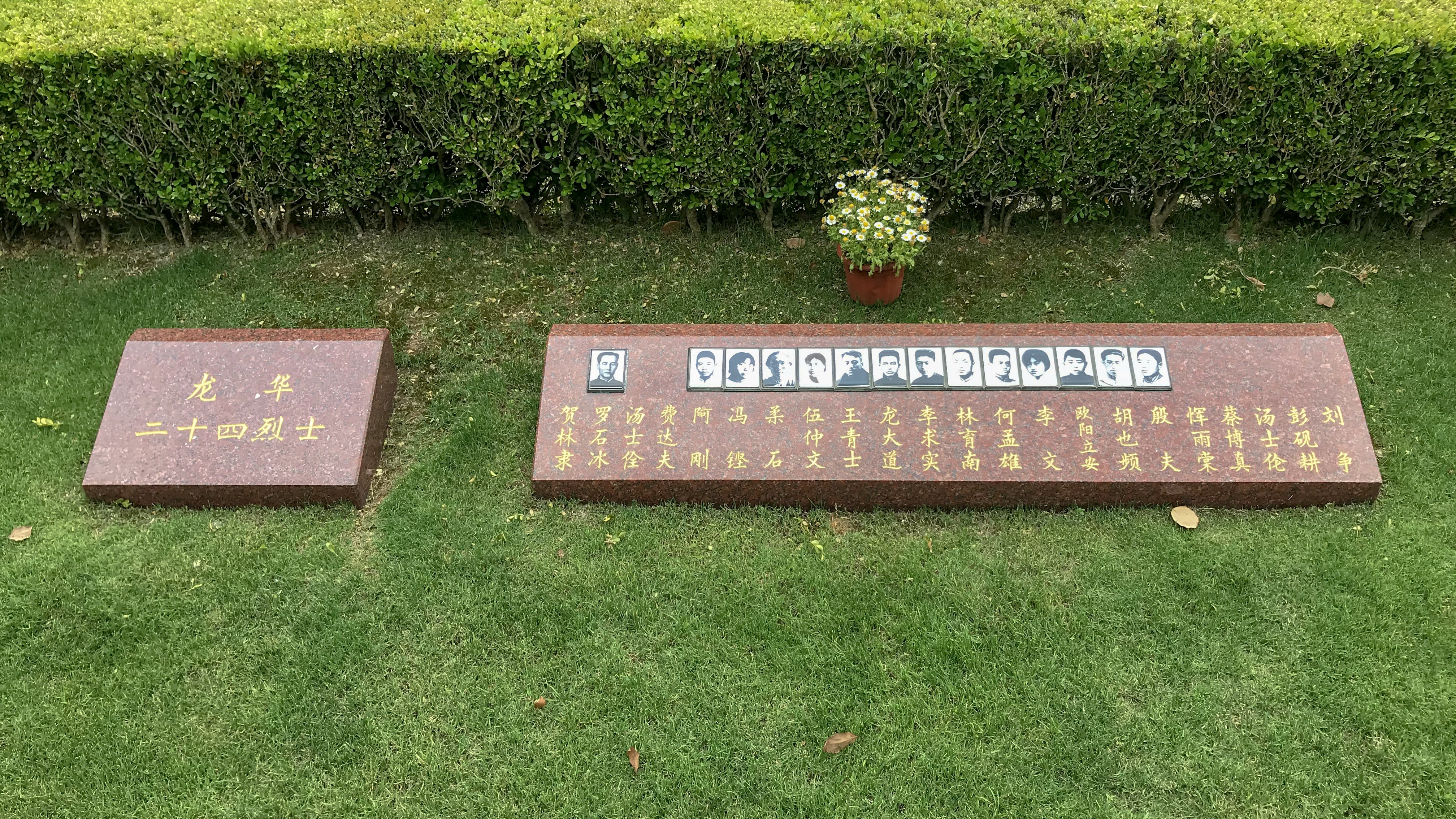
龙华二十四烈士墓

1927年，蒋介石发动“四·一二事件”后，此处被杀害的有中国共产党早期重要领导人有宣中华、孙炳文、余立亚、糜云浩、陈延年、郭伯和、黄竞西、赵世炎、杨培生、陈博云。

1928年，被执行枪决的共产党员有顾治本、周颙、陈乔年、郑复他、许白昊、罗亦农、李主一等。

1929年，被执行枪决的共产党员有彭湃、杨殷、颜昌颐、邢士贞等。

1930年，被执行枪决的共产党员有俞宝元、施纪麟、杨光銮、顾锡麟等

1931年2月7日，林育南等共产党员和“左联五烈士”也在此被集体枪决。现确知姓名的烈士有林育南、何孟雄、李求实、柔石、胡也频、殷夫、冯铿、龙大道、罗石冰、欧阳立安、恽雨棠、李文、伍仲文、王青士、蔡博真、段楠、彭砚耕、费达夫、刘争、贺治平、汤士伦、汤士佺、李云卿，即“龙华二十四烈士”。

## 参观信息
- 陵园开放时间：6:00-17:00 。
- 纪念馆开放时间：9:00-16:00，周一闭馆，节假日除外。
- 公共交通：104、41、933、733、56、932、734、73、87等到达龙华西路站下，轨道交通11号线龙华站。

### 引用
1. 1 2  .   [2009-08-04]. （原始内容存档于2016-03-04）.
2. 1 2  .   [2019-08-19]. （原始内容存档于2015-09-23）.
3. 1 2  龙华烈士陵园 （页面存档备份，存于），上海市地方志
4. 1 2  . shtong.gov.cn.   [2023-09-27]. （原始内容存档于2023-09-27） （中文）.
5. ↑  书名: 《民政30年 上海卷 1978年-2008年》 作者: 马伊里主编 当前第:353页
6. ↑  .   [2009-08-04]. （原始内容存档于2016-03-04）.
7. ↑  .   [2009-08-04]. （原始内容存档于2016-03-04）.

## 外部鏈接
- 龍華烈士陵園（页面存档备份，存于）